# Noalhat
Noalhat – miejscowość i gmina we Francji, w regionie Owernia-Rodan-Alpy, w departamencie Puy-de-Dôme.
Według danych na rok 1990 gminę zamieszkiwało 149 osób, a gęstość zaludnienia wynosiła 29 osób/km² (wśród 1310 gmin Owernii Noalhat plasuje się na 697. miejscu pod względem liczby ludności, natomiast pod względem powierzchni na miejscu 977.).